# لوح آسمان نبرا

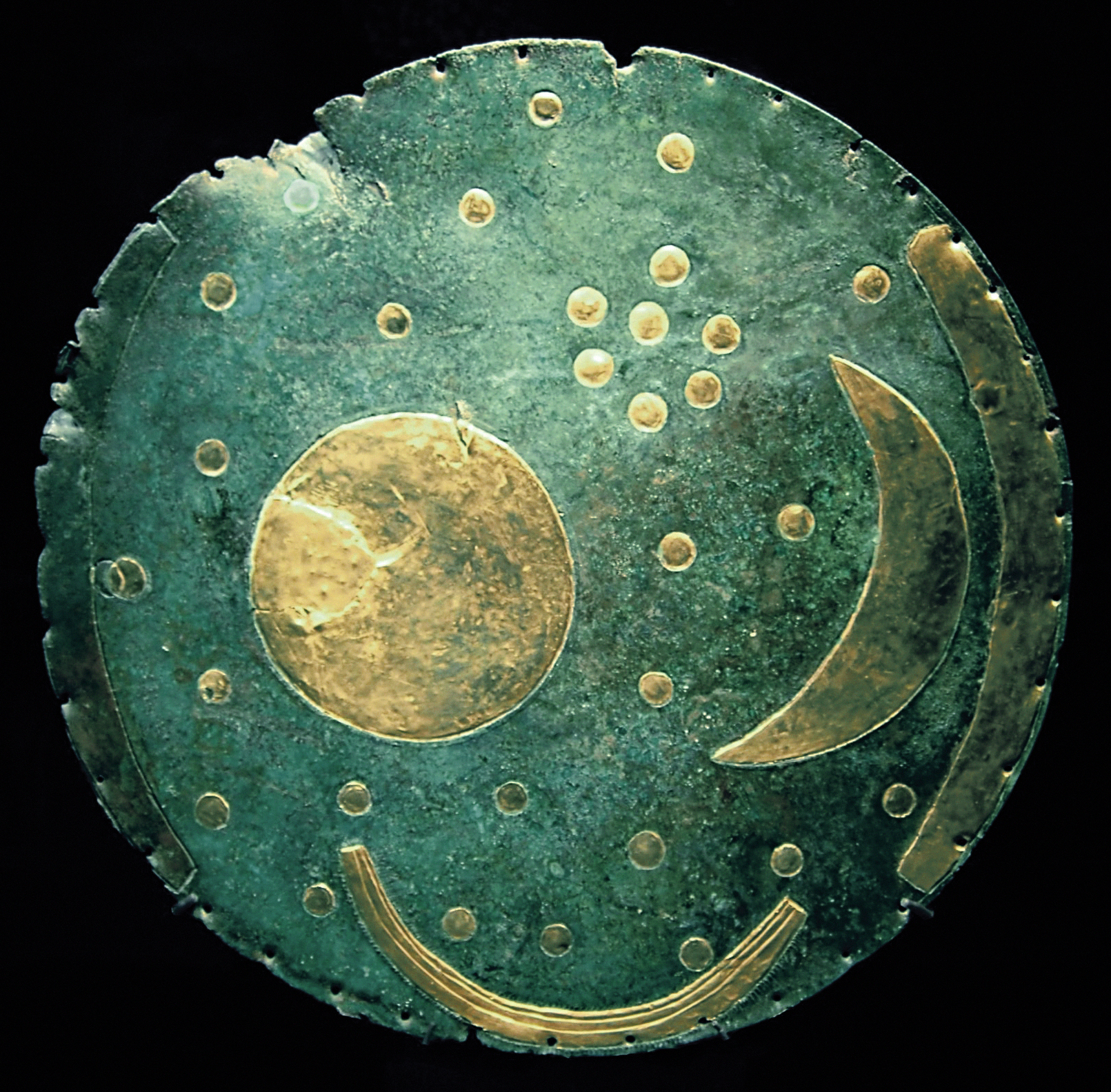
لوح آسمان نبرا

لوح آسمان نبرا عنوان یک لوح برنزی در حدود ۳۰ سانتیمتر (۱۱ ۳⁄۴ اینچ) و وزن حدود ۲٫۲ کیلوگرم (۴٫۹ پوند) است. این لوح دارای پتینه‌کاری به رنگ آبی-سبز و مزین به نمادها و اشکال طلایی است. نمادهای موصوف احتمالاً شمایلی از خورشید، بدر، هلال به همراه خوشه پروین است. لوح آسمانی نبرا قدیمی‌ترین تجسم از تصویر کیهان و مهمترین یافتهٔ باستان‌شناسی قرن بیستم نام گرفته که در ژوئن سال ۲۰۱۳ میلادی در حافظه جهانی یونسکو ثبت‌شده‌است. این لوح در زاکسن-آنهالت و شهر نبرا کشف شد و به همین مناسبت به این نام مشهور گشت.
ابتدا چنین تصور می‌شد که لوح نبرا متعلق به ۱۶۰۰ قبل از میلاد است و محققان آن را منتسب به فرهنگ آنه‌تیس از عصر برنز اروپا می‌دانستند. اما در پژوهشی که در سال 2020 منتشر شد، پژوهشگران دانشگاه گوته در فرانکفورت و دانشگاه لودویگ-ماکسی‌میلیان در مونیخ با بررسی محل اکتشاف و ناحیه‌های اطراف آن متوجه شدند که این لوح مربوط به عصر آهن است و حداقل یک هزاره جوان‌تر از چیزی است که پیش از آن تصور می‌شد. این یافته، بسیاری از تصورات پیشین از جمله «قدیمی‌ترین تجسم از تصویر کیهان» یا تعلق آن به فرهنگ‌های عصر برنز را از اعتبار ساقط می‌کند.
بنا بر تجزیه و تحلیل اولیه عناصر موجود و به کار رفته در لوح نبرا با کمک طیف‌سنجی فلورسانس پرتو ایکس توسط ای. پرنیکا، و سپس، دانشگاه فنی معدن فرایبرگ مشخص شده‌است که مس موجود در این لوح باستانی متعلق به منطقهٔ بیشوفس‌هوفن در اتریش است در حالی که تصور اولیه بر این بود که خاستگاه آن کوه‌های کارپات باشد. تحلیل‌های بیشتر و جامع‌تر نیز مشخص ساخت که طلای به کار رفته در این قطعه در مرحلهٔ نخست از رودخانه کارنون واقع در کورن‌وال انگلستان به دست آمده‌است.

## نگارخانه

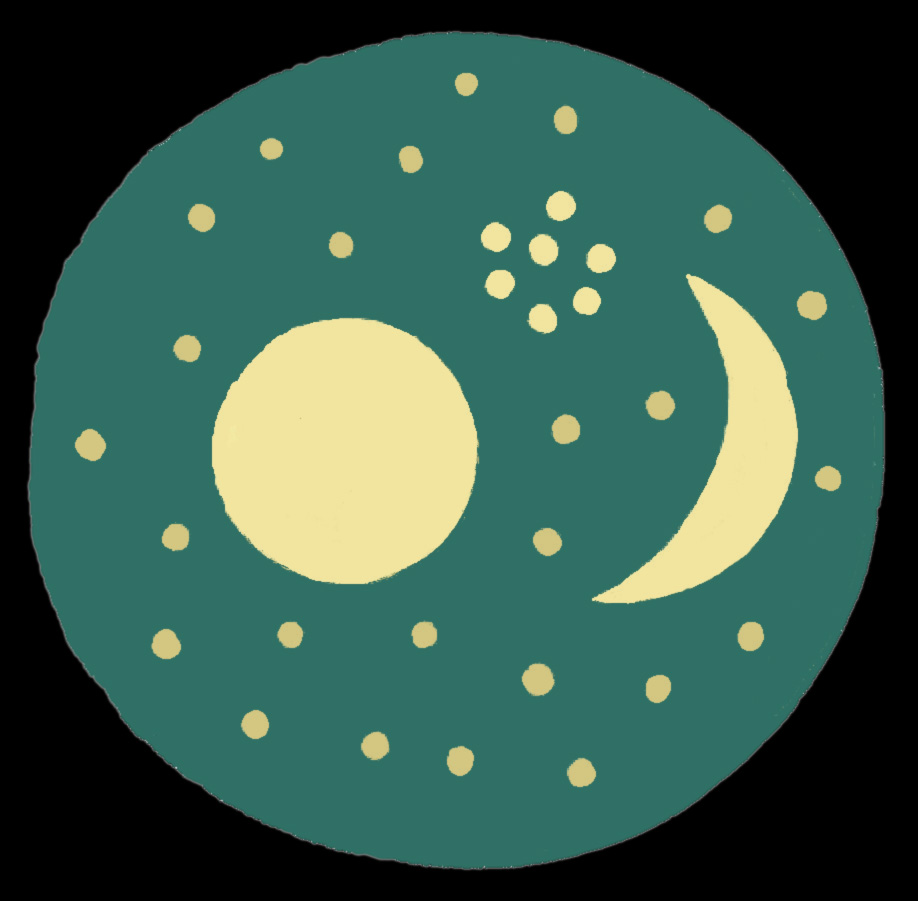
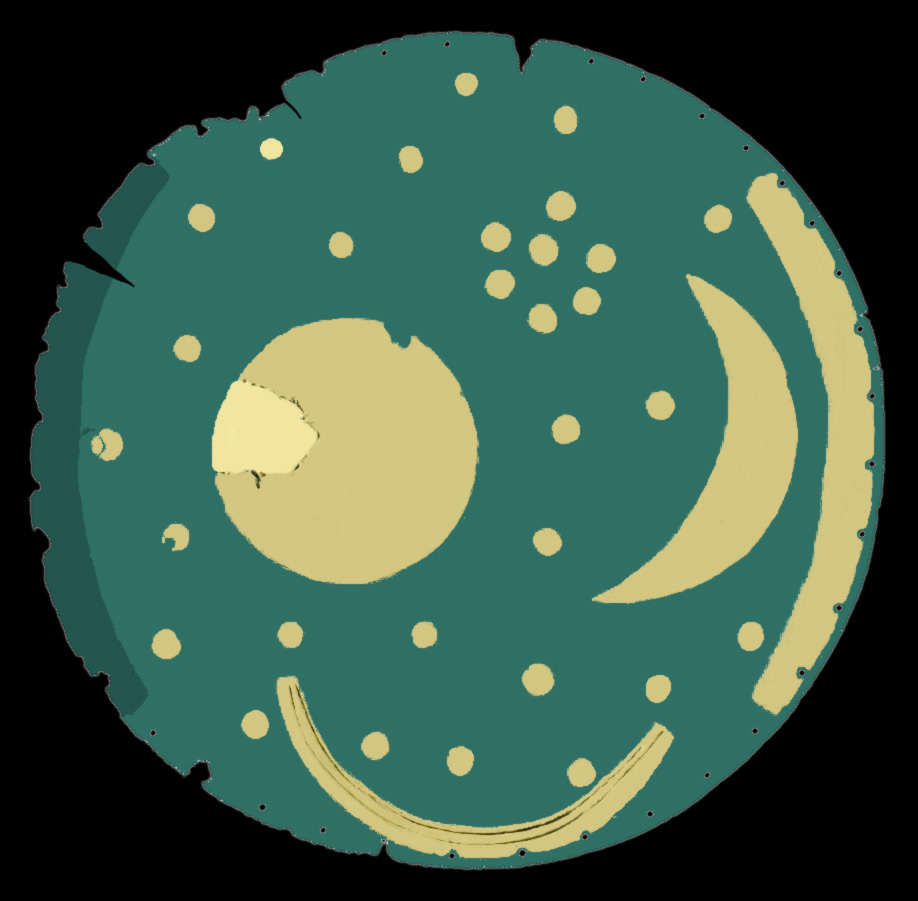
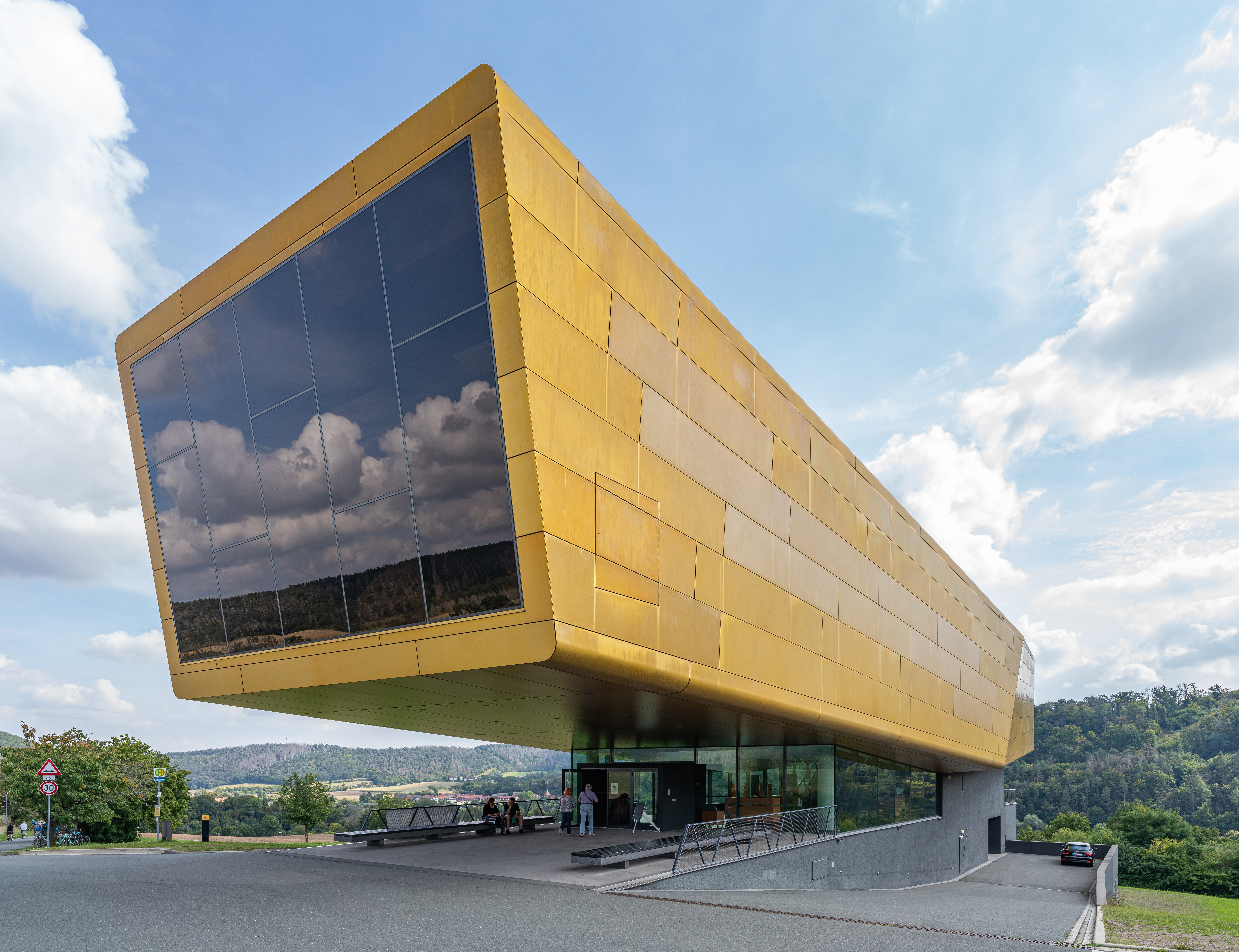